# Régime du 4-Août
Pour les articles homonymes, voir 4-Août.

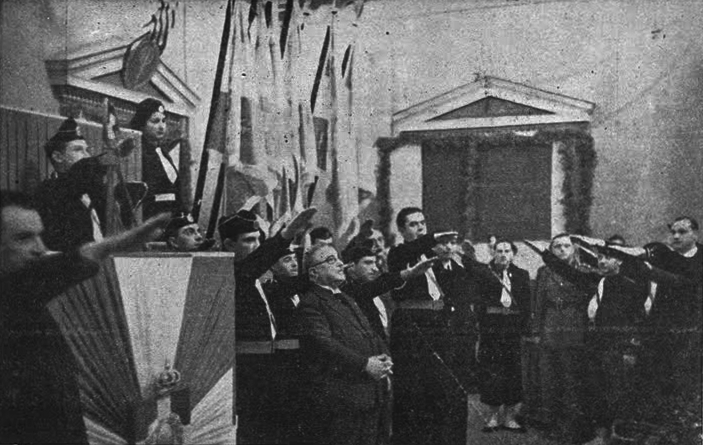
Membres de l'Organisation nationale de la Jeunesse en présence de Ioánnis Metaxás (au centre).

Le régime du 4-Août (grec moderne : Καθεστώς της 4ης Αυγούστου), ou régime de Metaxás, est un régime autoritaire dirigé par le général Ioánnis Metaxás de 1936 à 1941 en Grèce. Le régime tire son nom d'un coup d'État réalisé le 4 août 1936. Comparable à ceux de l’Espagne de Franco ou du Portugal de Salazar, son idéologie dominante a été nommée metaxisme.
Les historiens de cette période insistent sur le fait qu’il ne s’agissait pas d’un État « fasciste » mais « autoritaire avec des penchants fascistes ». Le régime de Metaxás s'est différencié de ceux de Benito Mussolini ou Adolf Hitler sur de nombreux points : il était relativement non-violent, n’a pas poursuivi de politique expansionniste ni antisémite, et n’a pas constitué un mouvement politique de masse. En revanche, de manière similaire aux régimes pleinement fascistes, il a exalté l'appartenance à la nation sur des critères exclusifs, a été antiparlementaire et anticommuniste.

## Origines du régime
Metaxás impose à l'origine son régime pour lutter contre la situation d'instabilité sociale qui prévaut dans la Grèce des années 1930, la démocratie parlementaire ayant dégénéré en querelles de factions politiques. La perte de crédibilité du Parlement s'accompagnait de plusieurs tentatives de coup d'État ; en mars 1935, un putsch des partisans d'Elefthérios Venizélos avait échoué et les élections d'octobre avaient renforcé la majorité royaliste, ce qui permit le retour d'exil du roi Georges II de Grèce. Le roi rétablit la monarchie mais le Parlement, divisé en factions inconciliables, est incapable de dégager une majorité politique claire permettant au gouvernement de fonctionner. Par ailleurs, l'activité grandissante des communistes, en position d'arbitrage grâce à leurs 15 députés des élections de 1936 face à 143 monarchistes et 142 libéraux, agrariens et républicains, crée une impasse politique.
En mai de la même année, l'agitation qui se propage dans les milieux agricoles (tabaculteurs) et industriels au Nord conduit le chef du gouvernement, le général Metaxás, à suspendre le parlement à la veille d'une importante grève, le 4 août 1936. Soutenu par le roi, Metaxás déclare l'état d'urgence, décrète la loi martiale, abroge divers articles de la constitution et établit un cabinet de crise afin de mettre un terme aux émeutes et de restaurer l'ordre social. Au cours de l'un de ses premiers discours, il annonce : « J'ai décidé de prendre tout le pouvoir nécessaire pour sauver la Grèce des catastrophes qui la menacent. »
La dictature de Metaxás est ainsi instituée, et la période qui suit est nommée d'après la date à laquelle il s'empare des pleins pouvoirs : le 4 août. Le nouveau régime est soutenu à la fois par de petits partis politiques extrémistes et par les conservateurs, avec l'espoir d'une implosion des communistes.

### Les références à la Grèce antique
Les racines du « Nouvel État » sont recherchées dans l'histoire classique grecque. Le nationalisme grec doit combiner les valeurs païennes de la Grèce ancienne et principalement celles de Sparte, avec les valeurs chrétiennes de l'Empire byzantin.
« Pays, Loyauté, Famille et Religion » sont les valeurs considérées comme fondamentales.
On adopte comme symbole principal le labrys, un ancien symbole de la Crète minoenne.

### Autres influences
Metaxás considère le Portugal de Salazar comme son inspiration principale, et s’entoure d’éléments empruntés à ce régime aussi bien qu’à d’autres régimes dictatoriaux contemporains. Il utilise cependant ses propres uniformes, saluts, chants et rituels, à caractère militaire, dont le salut romain.
En ce qui concerne Metaxás, on peut aussi évoquer des traits typiques des États autoritaires des années 1930 comme l’Espagne, le Portugal, l’Italie, l’Allemagne et l'URSS stalinienne : la propagande du régime présente le dirigeant comme le « Premier Paysan », le « Premier Ouvrier » et le « Père de la Nation ». Il adopte le titre d’« Archigos » (« chef » en grec) et proclame la « Troisième Civilisation hellénique », fondée sur la Grèce ancienne et l’empire grec byzantin du Moyen Âge.

## L'autoritarisme grec
Le régime cherchant à transformer en profondeur le pays, il institue un contrôle de la société, de la politique de la langue et de l'économie. Dans chacun des cas la politique suivie est plus proche de celle de l'Espagne que celle de l'Allemagne nazie ou de l'Italie fasciste.

### La recherche de la stabilité sociale
Établi avec pour but affiché la restauration de l’ordre public, l’État de Metaxás y parvient en grande partie, sous la direction de celui que l’on peut considérer comme son membre le plus fasciste, le ministre de l’Ordre public Konstantínos Maniadákis (en).
Certaines mesures comme l’interdiction de grèves sont classiques et existent dans certaines démocraties, d’autres copient les régimes autoritaires européens contemporains, comme une large censure des médias, l’interdiction des partis politiques, et l’organisation d’une police politique, l’Asfaleia, avec pour but la défense de l’ordre public.
Peu après son avènement, le régime réprime sévèrement les communistes et les partisans de la gauche. Environ 15 000 personnes sont arrêtées et emprisonnées, ou exilées pour raison politiques ; certains sont torturés. Le Parti communiste doit entrer dans la clandestinité, et le régime tente de démanteler le vieux système d’alliances des partis royaliste et vénizéliste. Ces forces puissantes subsistent cependant, comme dans les décennies précédentes, et réapparaissent immédiatement après les quatre années du régime de Metaxás.
Alors que le régime met en avant une supposée menace communiste pour justifier sa répression, il est notable qu’aucun assassinat politique ne lui est imputé, et que la peine de mort n’a pas été établie. Les dissidents sont plutôt en général bannis dans de petites îles de l’Égée ; le dirigeant libéral Geórgios Papandréou est ainsi exilé sur Andros. Le Parti communiste grec (KKE), cependant, qui a déjà été interdit, reste intact. Les restrictions légales à son encontre prennent fin en 1974.

### Le rôle de la jeunesse
Afin de sauvegarder et de transmettre les valeurs du régime, Metaxás crée l'Ethniki Organosi Neolaias (Organisation nationale de la jeunesse), l'EON.
Le but est de rassembler en un seul corps les jeunes gens de toutes les couches sociales et économiques. L'éducation des garçons insiste sur la discipline et l'entraînement physique tandis que celle des filles vise à en faire des épouses et des mères attentives, capables d'engendrer une nouvelle génération plus forte et plus saine. L'EON publie un magazine (« Neolaia » - « jeunesse » en grec), qui a une influence importante à la fois dans les écoles et l'enseignement secondaire.
L'EON est dissoute par les forces d'occupation germano-italiennes à la suite de la résistance vigoureuse qu'elle oppose à l'invasion.

### La censure
Les musiciens de rebétiko doivent modifier les paroles de leurs chansons qui font souvent allusion à l'usage de drogue ; de même les tekkedes sont une cible pour la police. L'ensemble du « mouvement » rebetiko est considéré comme décadent et antinational.

### Le nationalisme
Comme la plupart des régimes similaires, le régime du 4-Août adopte un programme fortement nationaliste. Bien que Metaxás soit opposé à l'invasion de l'Asie mineure dans le cadre de la Grande Idée, son vocabulaire à propos des minorités grecques des pays adjacents et dans ses réponses aux menaces de ses voisins est fortement nationaliste. Il fait aussi référence à la « race grecque ».
Les minorités ethniques et religieuses sont persécutées ; le régime est cependant tolérant envers les juifs grecs, les groupes antisémites tels l'ultranationaliste Ethniki Enosis Ellas (EEE) sont interdits de même que la propagation d'idées antisémites dans la presse. Metaxás noue par ailleurs de bonnes relations avec les représentants de la communauté juive. La forte communauté séfarade de la région de Thessalonique (annexée par la Grèce en 1913) est majoritairement opposée au vénizélisme. Metaxás est fermement opposé aux factions irrédentistes des slavophones de Grèce du nord, notamment en Macédoine et Thrace.

### La politique économique
Le gouvernement de Metaxás se rend populaire grâce à un programme élaboré destiné à « socialiser » l'économie grecque, en introduisant :
- un salaire minimum
- une assurance chômage
- un congé de maternité
- la semaine de 5 jours et de 40 heures
- 2 semaines de congés
- des normes de sécurité au travail plus strictes

De nombreux éléments de ce programme sont toujours présents dans la politique économique grecque. Le régime fonde aussi le Service social national (IKA)
Le gouvernement stabilise dans un premier temps le cours de la drachme, qui a souffert de la forte inflation. Il profite ensuite de la solidité nouvellement acquise de la monnaie pour lancer un vaste programme de travaux publics, comportant des travaux de drainage, la construction de chemins de fer, l'amélioration des routes et la modernisation des infrastructures de télécommunication.
Ce programme économique rencontre au départ le succès, avec une progression marquée du revenu par habitant et une diminution temporaire du chômage en Grèce entre 1936 et 1938 (le chômage monte en flèche après 1938). S'appuyant sur ces succès, le gouvernement institue une remise de dettes pour les fermiers et des prix minimum sur certains produits agricoles afin de redistribuer les richesses vers les campagnes.

## La fin du régime

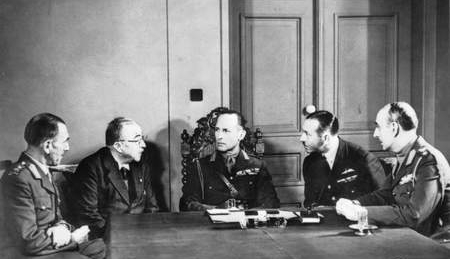
Conseil de guerre anglo-grec en janvier 1941. De gauche à droite : le général Michael Gambier-Parry, Ioánnis Metaxás, le roi Georges II de Grèce, le maréchal John d'Albiac de la Royal Air Force et le général Papágos.

La politique étrangère est l’une des préoccupations majeures du régime. Metaxás, qui a étudié en Allemagne dans sa jeunesse, est pro-allemand. Mais la sécurité du pays dépend dans les faits de son protecteur traditionnel, le Royaume-Uni, qui est la superpuissance dominante en Méditerranée orientale grâce à sa flotte. En outre, le projet grandiose de Mussolini de créer un nouvel Empire romain en Méditerranée heurte de front les prétentions grecques à contrôler l’Égée et des îles du Dodécanèse (alors sous domination italienne) et à exercer une influence croissante en Albanie.
Tandis que la guerre semble de plus en plus probable en Europe à la veille de la Seconde Guerre mondiale, la situation pour la Grèce est identique à celle de la Première Guerre mondiale, le gouvernement ayant de fortes affinités pro-germaniques alors que le pays dépend de l'Angleterre pour sa sécurité. La plupart des observateurs s’attendent à ce que la Grèce essaie de rester neutre, ce que Metaxás tente effectivement. L’expansionnisme italien aboutit cependant à un ultimatum inacceptable pour la Grèce.
Metaxás dit simplement en français : « Alors, c'est la guerre. » La légende remplace cette phrase par le mot grec « Όχι » (« Non »), probablement en référence au laconisme des anciens Spartiates. Cette attitude le rend alors très populaire. Le jour du Non est actuellement l’une des deux fêtes nationales grecques, avec le jour de l’indépendance.
Lors de la guerre italo-grecque qui s’ensuit, l’invasion italienne est repoussée et l’armée grecque occupe même une partie de l’Albanie, alors sous domination italienne.
Le régime prend fin après l’invasion allemande en 1941, Metaxás étant lui-même décédé en janvier de cette année, et est remplacé par un gouvernement de collaboration sous tutelles italienne et allemande.